# Текстура метаморфних стена
Према начину распореда састојака у метаморфним стенама, могу се разликовати следеће текстуре:
- Шкриљава текстура карактерише се паралелно оријентисаним распоредом састојака. Ту разликујемо фолијацију, када су минерали оријентисани у једној равни, и линеацију, када су минерали оријентисани дуж неког правца (линеаре).

Шкриљава стена лако се цепа у плоче и табле различите дебљине. Ова текстура настаје дејством усмерених притисака и карактеристична је за плиће нивое регионалног метаморфизма. Дељивост на плоче, међутим, не мора бити само последица паралелне оријентације састојака код метаморфне стене. Она може бити и проузрокована присуством система финих танких паралелних пукотина, које су настале у току метаморфизма (на пример кливаж).
- Убрана текстура је врста шкриљаве текстуре, где минерали граде системе набора. Ако су набори веома ситни, кажемо да је текстура плисирана. Убране текстуре се такође срећу у плићим нивоима метаморфизма, као последица дејства усмерених притисака.

- Тракаста текстура карактерише се присуством трака. У њој су састојци груписани у зоне (траке), које се наизменично смењују. Ова текстура је карактеристична за метаморфите дубоких нивоа и за зоне контактног метаморфизма.

- Окцаста текстура садржи „окца“ појединих минерала (обично кварца или фелдспата). Ове текстуре се најчешће јављају код метаморфита дубоког нивоа, нарочито код мигматита.

- Бобичава текстура је текстура код које се јављају бобице, које представљају порфиробласте или групе порфиробласта, који леже у ситнозрној основи. Ова текстура је карактеристична за спољне зоне контактних ореола.

- Масивна текстура је текстура код које су састојци распоређени без оријентације. За стену овакве текстуре кажемо да има хомоген склоп.

- Инјекциона текстура настаје убризгавањем аплитоидних растопа, насталих парцијалним стапањем у околне стене. Растоп може бити убризгаван по површини шкриљавости или неправилно. Ова текстура је веома честа код мигматита.